# Mercadona

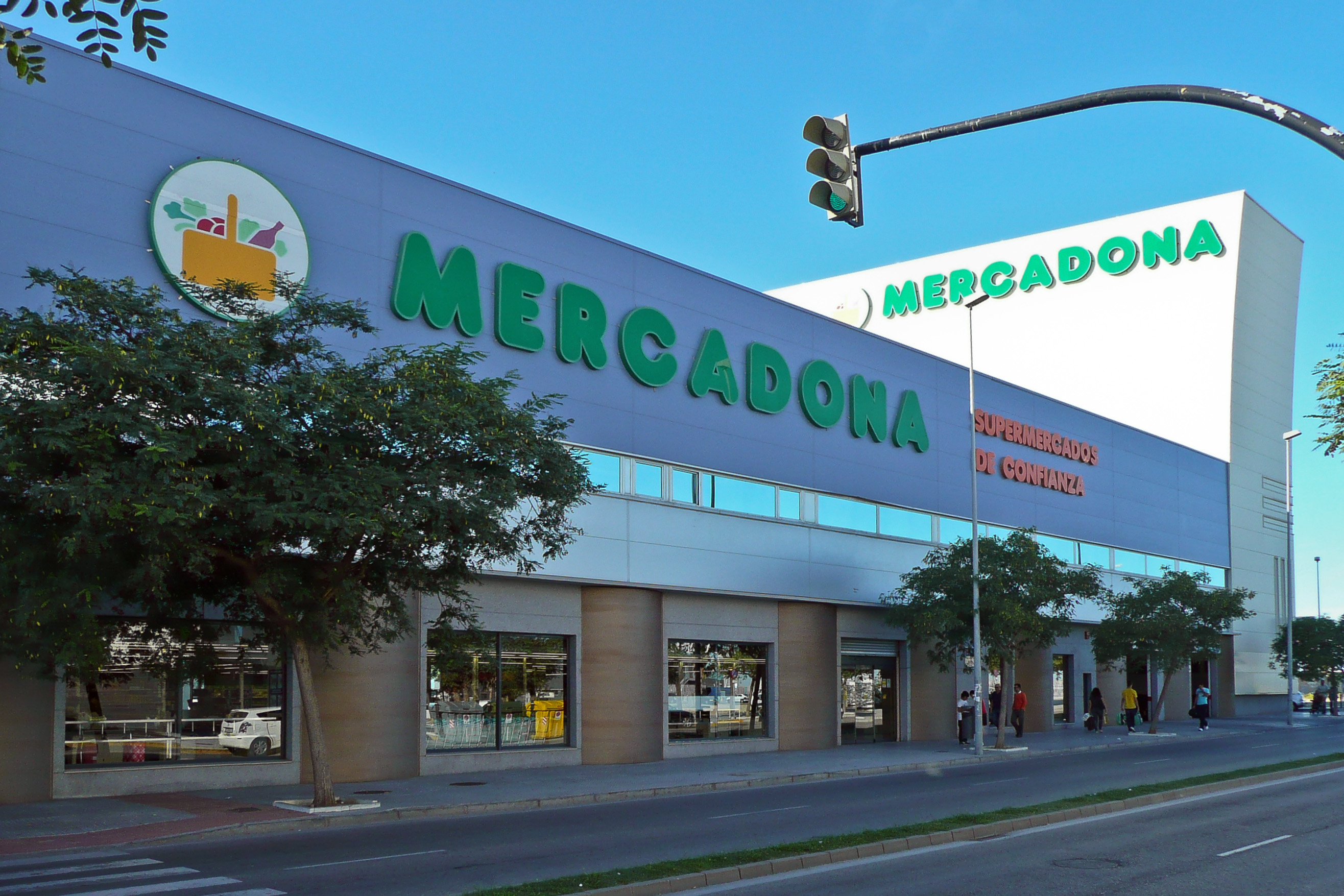
Супермаркет Mercadona в Кадисе

Mercadona S.A. («Меркадо́на») — крупнейшая сеть супермаркетов Испании. Штаб-квартира компании располагается в Валенсии. Является семейным предприятием, президентом и крупнейшим акционером является Хуан Роч, один из самых богатых людей Испании. По состоянию на конец 2023 года сеть компании насчитывала 1681 супермаркет, из них 1632 в Испании и 49 в Португалии. Средняя площадь супермаркета составляет 1300 м2. Доля Mercadona на рынке розничной торговли Испании превышает 26 %.

## История
История компании началась с мясных лавок супругов Франсиско Роч Бальестера и Тринидад Альфонсо Мочоли, которые они начали открывать с 1977 года. Позднее ассортимент этих магазинов пополнился другими продовольственными товарами. В 1981 году семейный бизнес возглавил сын супругов Хуан Роч (Juan Roig) вместе со своей супругой, братом Фернандо и сёстрами Тринидад и Ампаро. На этот момент работало восемь магазинов. В 1982 году Mercadona стала первым испанским предприятием торговли, использовавшим сканеры штрихкода. В 1988 году открылся первый склад в Риба-роха де Турия. В этом же году была поглощена сеть Superette из 22 супермаркетов в Валенсии. Позднее была приобретена компания Cesta Distribución y Desarrollo de Centros Comerciales и открылось представительство в Мадриде.
В 1992 году Mercadona владела 150 супермаркетами и имела штат в 10 тыс. человек. Приобретя компании Almacenes Paquer и Supermercados Vilaro, Mercadona закрепилась в Каталонии. В 2001 году открылись первые корпоративные детские сады и открылся 500-й супермаркет в Линаресе. Спустя пять лет открылся 1000-й супермаркет в Кальпе.
С 2001 года Mercadona ведёт онлайн-продажи, которые в 2010 году составляли один процент от оборота компании. За немногими исключениями цены на товары в супермаркетах Mercadona держатся на одном уровне.
В 2016 году была запущена сеть Irmãdona в Португалии.
Не работает по воскресеньям и праздникам.